# Tytus, Romek i A’Tomek księga XVIII
Tytus, Romek i A’Tomek księga XVIII – osiemnasty komiks z serii Tytus, Romek i A’Tomek o przygodach trzech przyjaciół Tytusa, Romka i A’Tomka. 
Autorem scenariusza i rysunków jest Henryk Jerzy Chmielewski. Album ten ukazał się w roku 1987 nakładem Młodzieżowej Agencji Wydawniczej. Komiks ten jako pierwszy z serii został wydany w układzie pionowym. Potocznie księga ta ma opis Tytus plastykiem (lub malarzem). Na stronie 63 (wydanie I) został umieszczony dodatek Porysunkowie, który zawiera recenzje Wielkiego Recenzenta Wydawnictwa i znaczenie kilku neologizmów występujących w komiksie.

## Fabuła komiksu
A’Tomek i Romek kolejny raz nie mogą poradzić sobie z nadpobudliwym Tytusem. Postanawiają zaradzić sytuacji poprzez uplastycznienie Tytusa. W tym celu najpierw posyłają go do ogniska plastycznego, potem Tytus trafia na nauki do Papcio Chmiela. Następnie chłopcy zapoznają go ze sztuką malarską w muzeum. Tytus wskakuje kolejno do różnych obrazów znajdujących się w muzeum i przeżywa tam kolejne przygody. Podczas ucieczki z jednego z nich zabiera ze sobą Asizę – kubistyczną dziewczynę. Razem trafiają w niewolę do gangstera miłośnika sztuki, gdzie Tytus pod przymusem musi malować obrazy, sprzedawane potem za dużą gotówkę. Kiedy zostaje sławnym malującym szympansem, na jego trop wpadają ciągle go poszukujący Romek i A’Tomek. Ruszają mu na pomoc skonstruowanym przez prof. T.Alenta pojazdem – aerografolotem. Po sprawnej akcji chłopcy wraz z Asizo, docierają do prof. T.Alenta, gdzie ten z kubistycznej dziewczyny Asizo tworzy za pomocą komputera współczesną Zosię. 

## Analiza
Podobnie jak poprzedni album (Księga XVII), tom ten został opisany jako tworczośc Chmielewskiego końcowej ery PRL-u, gdy autor był w stanie krytykować ustrój komunistyczny. Zamiast propagandy pro-PRL-owskiej, do której artysta był zmuszany w latach poprzednich, w tomie można odczytać krytykę ustroju socjalistycznego (w jednym z dialogów Tytus nazywa go dosłownie systemem niewolniczym i odnosi się do jednego z postulatów Solidarności - wolnych sobót). Chwalone są także Zachodnie nurty artystyczne (abstrakcjonizm czy kubizm, krytykowane w latach 50. w propagandzie komunistycznej jako „zwyrodniałe”).
Dodatkowo, zmniejszająca się ingerencja cenzury umożliwiła Chmielowskiemu zmniejszenie wstawek edukacyjnych, i ewolucję bohaterów. Jak pisze Krzysztof Grzegorzewski: „sami bohaterowie nie mają już w sobie nic z pokornych uczniów i wzorowych harcerzy, są dojrzewającymi młodzieńcami, pełnymi emocji i popędów odpowiednich dla tego wieku”.

## Wydania
- wydanie I 1987 - Młodzieżowa Agencja Wydawnicza, nakład: 300 000 egzemplarzy
- wydanie II 1990 - KANT IMM, nakład: 200 000 egzemplarzy
- wydanie III 1991 - Prószyński Sp. z o.o. nakład: 100 000 egzemplarzy
- wydanie IV 2003 - Prószyński i S-ka, nakład: 20 000 egzemplarzy
- wydanie V 2005 (wydanie zbiorowe jako Złota księga przygód VI)- Prószyński i S-ka, nakład: 20 000 egzemplarzy
- wydanie VI 2009 - Prószyński Media